# Vier-Quadranten-Modell des Gehirns
Das Vier-Quadranten-Modell des Gehirns (Whole-Brain-Modell) ist ein Modell zur Denkstilanalyse entwickelt von dem Amerikaner Ned Herrmann (1922–1999). Das zugehörige Analyse-Instrument heißt HBDI (engl. Herrmann Brain Dominance Instrument). Das Modell besagt, dass sich der Denkstil eines Menschen in vier Quadranten abbilden lässt.

## Grundlagen und geschichtlicher Hintergrund
Das HBDI basiert auf den als dreieiniges Gehirn (englisch triune brain) bekannten Erkenntnissen von Paul D. MacLean und der Hemisphärentheorie von Roger Sperry.
Roger Sperry entdeckte bei seinen Forschungen die duale Spezialisierung des Gehirns und erhielt für seine Forschungen über die unterschiedliche Arbeitsweise der beiden Großhirnhemisphären 1981 den Nobelpreis. Unterschiedliche Arten zu denken und damit auch wahrzunehmen, zu artikulieren und zu kommunizieren haben in unterschiedlichen Teilen des menschlichen Gehirns ihren Ausgangspunkt. Die linke Hälfte (Hemisphäre) des Großhirns ist für die Mehrzahl aller Menschen führend für Sprache, logisches Denken und kritische Vernunft. Hier arbeitet das Gehirn eher Schritt für Schritt, analysiert und kann mit Zahlen und Begriffen umgehen. Die rechte Gehirnhälfte übernimmt die Führung, wenn es darum geht, mit Mustern, Bildern, Visionen und nonverbalen Ideen umzugehen.
Emotionen, die aus dem limbischen System kommend das Großhirn erreichen, werden eher in der rechten Gehirnhälfte verarbeitet, dort können Menschen Musik empfinden, und das Unterbewusstsein scheint sich ebenfalls eher der rechten Gehirnhälfte zu bedienen. Zwei- bis dreihundert Millionen Nervenfasern verbinden über den sogenannten Balken (Corpus Callosum) die beiden Hemisphären und sorgen für eine sehr schnelle Verknüpfung aller Informationen. Das bedeutet, dass Menschen das Zusammenspiel der unterschiedlichen Denk- und Verhaltenspräferenzen nicht als getrennte Prozesse empfinden. Man könnte sich zwei Partner vorstellen, die sich die jeweiligen Aufgaben zuspielen, für die sie besser geeignet sind.
Eine weitere wesentliche Theorie über die Arbeitsweise des menschlichen Gehirns stellte Paul D. MacLean mit seinem „triune brain“ auf:
- Neocortex,
- limbisches System (MacLean führte den Begriff „limbisch“ ein) und
- Hirnstamm (Reptiliengehirn)

bilden eine entwicklungsgeschichtlich gewachsene »Dreieinigkeit«. Der Neocortex ist für sensorische Wahrnehmung und kognitive Vorgänge zuständig; er ist der entwicklungsgeschichtlich jüngste Teil und findet sich nur bei Säugetieren. Das limbische System sitzt im Zentrum des Gehirns. Es ist im Wesentlichen verantwortlich für die menschlichen Gefühle, das Verhalten und das Gedächtnis. Es bestimmt das affektive und zwischenmenschliche Verhalten. Der Hirnstamm ist der älteste Teil des Gehirns. Er hat sich im Laufe der Evolution entwickelt und enthält überlebenswichtige Bereiche wie die Regulation der Atmung, des Herzschlages und der Nahrungsaufnahme.
Auf der Grundlage von Erkenntnissen der Wissenschaft und seiner praktischen Tätigkeit entwickelte Ned Herrmann sein metaphorisches Modell der Hirndominanzen. Er geht bei der Differenzierung noch einen Schritt weiter, indem er die Hemisphären wiederum in jeweils eine obere (cerebrale) und untere (limbische) Ebene unterteilt. Die Wahrnehmung im oberen Modus bedeutet eine gedankliche, die im unteren Modus eine gefühlsmäßige Verarbeitung der Informationen.
Herrmann hat diese Zusammenhänge in seinem Diagramm mit vier Quadranten metaphorisch dargestellt.

## Vier-Quadranten-Modell des Gehirns von Ned Herrmann
Das Whole-Brain-Modell basiert nicht auf der Lokalisationstheorie, es benutzt die Gehirnarchitektur lediglich als Metapher. Metaphorisch bedeutet in diesem Sinne, dass ein direkter Zusammenhang zwischen Denkpräferenzen einerseits und biologischen Gehirnfunktionen andererseits nicht beabsichtigt ist und nicht hergestellt wird.

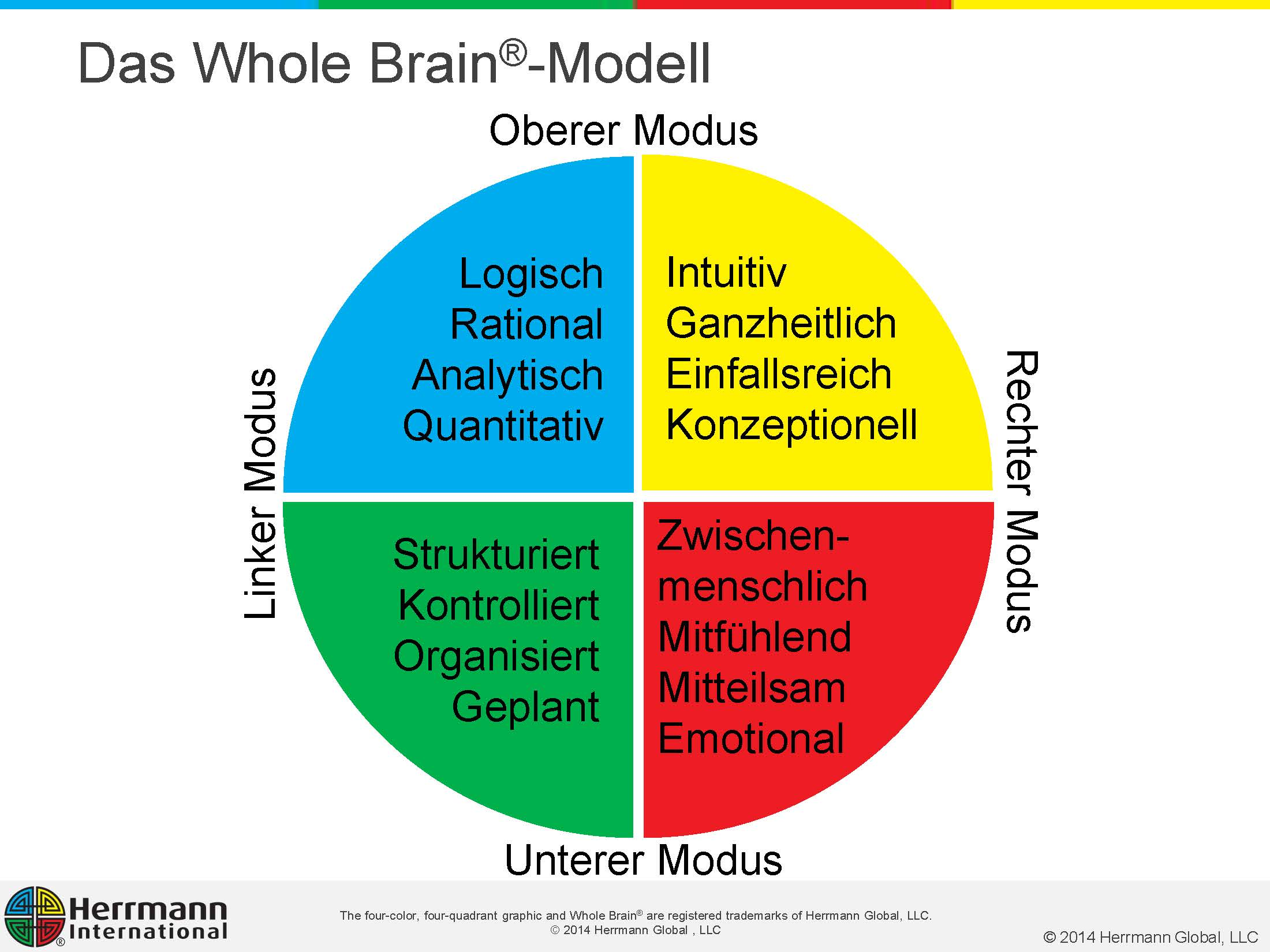
Das HBDI-Modell

Im Whole-Brain-Modell werden die unterschiedlichen Denkstile in vier Quadranten dargestellt:
- Quadrant A: Das rationale Ich mit einer rationalen, logischen, analytischen Denkpräferenz.
- Quadrant B: Das organisatorische Ich mit dem strukturiert und organisiert vorgehenden, detaillierten Denkstil.
- Quadrant C: Das fühlende Ich, dessen Denkstil emotional, mitfühlend, mitteilsam ist.
- Quadrant D: Das experimentelle Ich, geprägt von konzeptionellem, einfallsreichem, ganzheitlichem Denken.

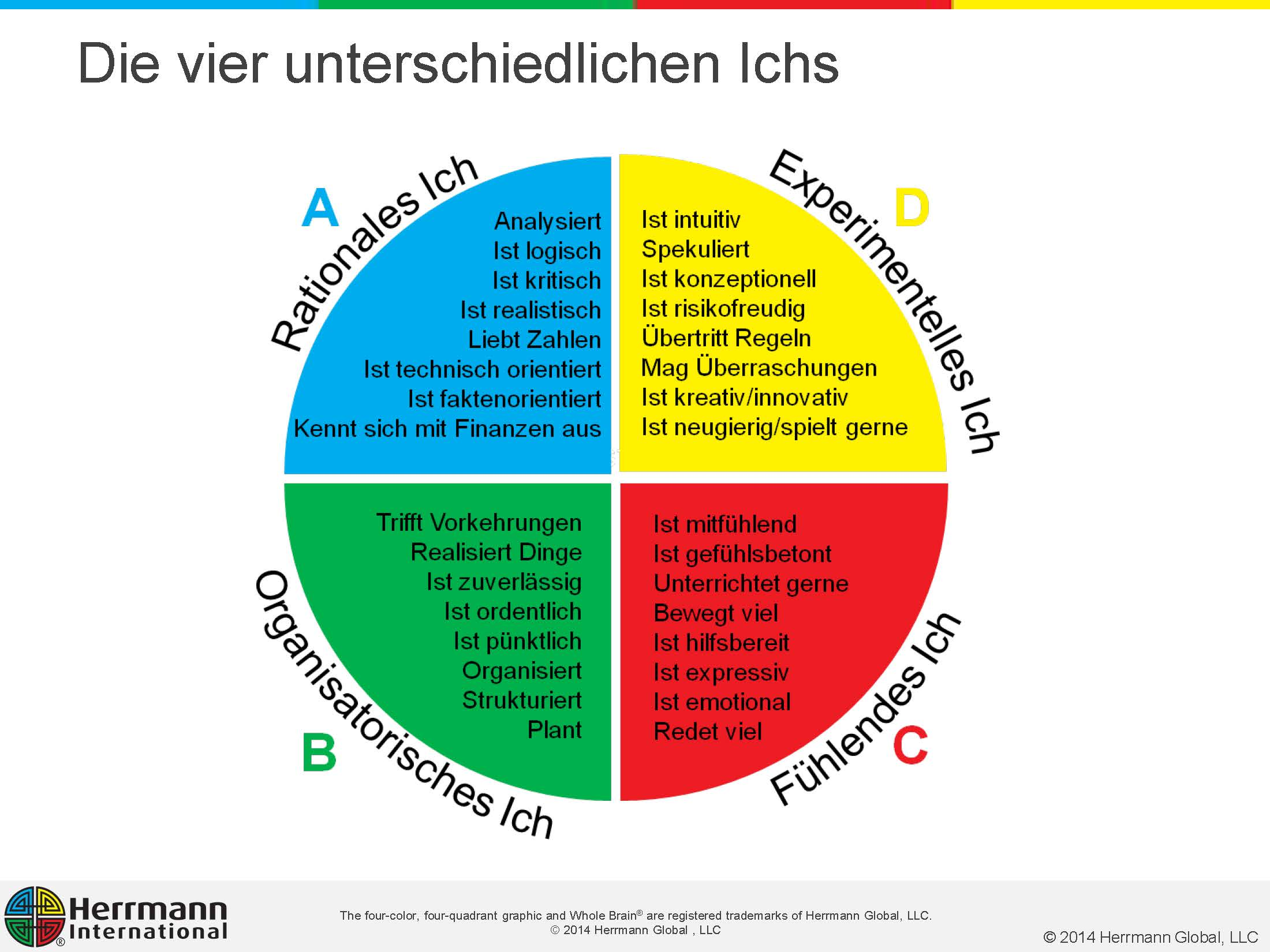
Das HBDI-Modell, 4Ichs

Jeder Mensch weist eine unterschiedlich stark ausgeprägte Kombination dieser vier verschiedenen Ichs auf.

## Herrmann Brain Dominance Instrument

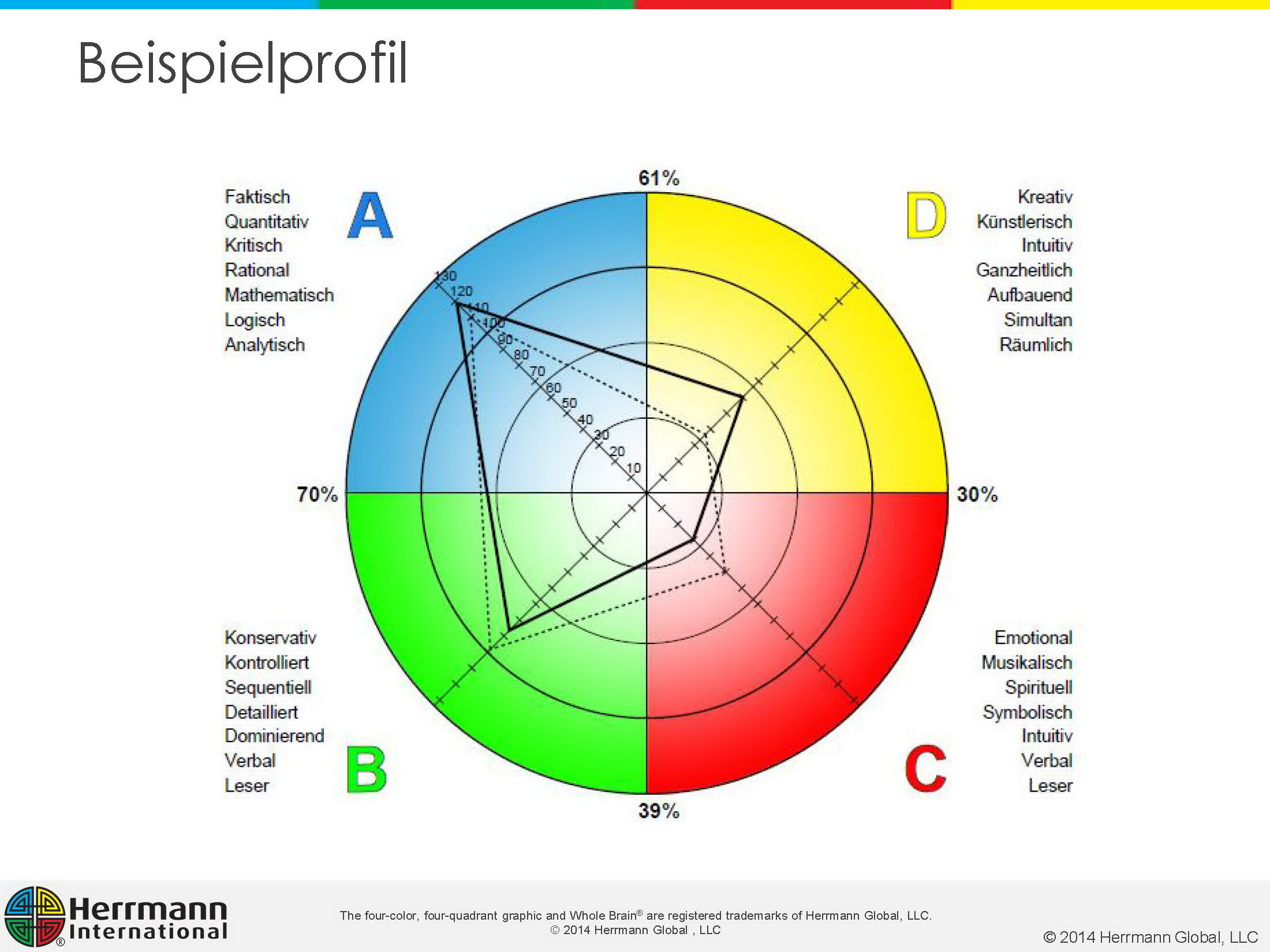
Das HBDI-Profil

Ned Herrmann hat einen auf seiner Theorie aufbauenden Fragebogen entworfen, mit dem man die Dominanz der Quadranten analysieren kann. Das Analyse-Instrument wird Herrmann Brain Dominance Instrument (HBDI) genannt. Bis zum Jahr 2001 wurde im deutschsprachigen Raum auch der Begriff H.D.I. (für Herrmann-Dominanz-Instrument) benutzt.
Das HBDI stellt die Denkstilpräferenzen in einer kreisförmigen Grafik dar, die in vier unterschiedlich gefärbte Quadranten unterteilt ist.
Nach seinem Ausscheiden bei General Electric gründete Herrmann die Applied Creative Services Ltd. in Lake Lure, NC, USA, die sich auf den Vertrieb des Konzepts und auf Consulting spezialisiert hat.
Wissenschaftliche Validierungsstudien von verschiedenen Instituten wurden zum HBDI durchgeführt und bestätigen dessen Validität.

## Kritik

### Selbstaussagen als Basis der Messung
Methoden, die sich wie das HBDI auf die Selbstaussagen der Probanden stützen, werden von Hodkinson und Sadler-Smith als unzuverlässig betrachtet, da die Selbstaussagen nicht unabhängig verifiziert werden.
Im Peer-Review-Journal Journal of Management Studies bemerken Allinson und Hayes, dass es „anscheinend wenig oder gar keine veröffentlichten Überprüfungen diverser auf Selbstaussagen basierender Messmethoden gibt, die als Management-Training-Tool eingesetzt werden, was auch auf das HDBI zutrifft“.

### Kritik am Hemisphärenmodell
Die Behauptung, es gebe eine linke und eine rechte Gehirnhemisphäre und beide bearbeiteten je nur verschiedene Aufgaben, hat Kritik aus den Neurowissenschaften hervorgerufen. Terence Hines nannte diese Art, das Gehirn zu betrachten, "Poppsychologie", die auf unveröffentlichten EEGs basiert. Er hält dem entgegen, dass aktuelle Forschung davon ausgeht, das bei allen Aufgaben je beide Hälften beteiligt sind. Daher kann auch die Stärkung einer Hemisphäre nicht dazu führen, dass man bspw. die Kreativität steigert. Er konstatiert daher kritisch, dass "kein Beleg dafür erbracht wird zu zeigen, dass diese 'Gehirn-Dominanz-Modelle' irgendetwas messen, das mit den Gehirn-Hemisphären zu tun hätte". Mit anderen Worten, es gibt keinen validen Beleg dafür, dass die Hemisphären-Dominanz überhaupt existiert.

### Kreativität
Herrmann selbst hat Kreativitätsworkshops angeboten, in denen bestimmte Quadranten gestärkt werden sollten, um die Kreativität der Teilnehmer zu fördern. Dem wurde entgegengehalten, dass Kreativität weder einem einzigen bestimmten Denkstil ausnahmslos zugeschlagen werden noch einer bestimmten Hirnregion ausnahmslos zugesprochen werden kann.